# Abdullah Javaid
Abdullah Javaid (19 dicembre 2004) è un calciatore barbadiano, centrocampista dell'Hanworth Villa e della nazionale barbadiana.

## Carriera

### Club
Ha giocato con gli inglesi del Leicester City, da cui si è svincolato al termine della stagione 2022-2023.

### Nazionale
Nel 2023 ha esordito nella nazionale di Barbados, giocando 2 partite in CONCACAF Nations League; l'esordio in particolare è avvenuto l'11 settembre 2023, contro il Nicaragua.